# Hempontplein

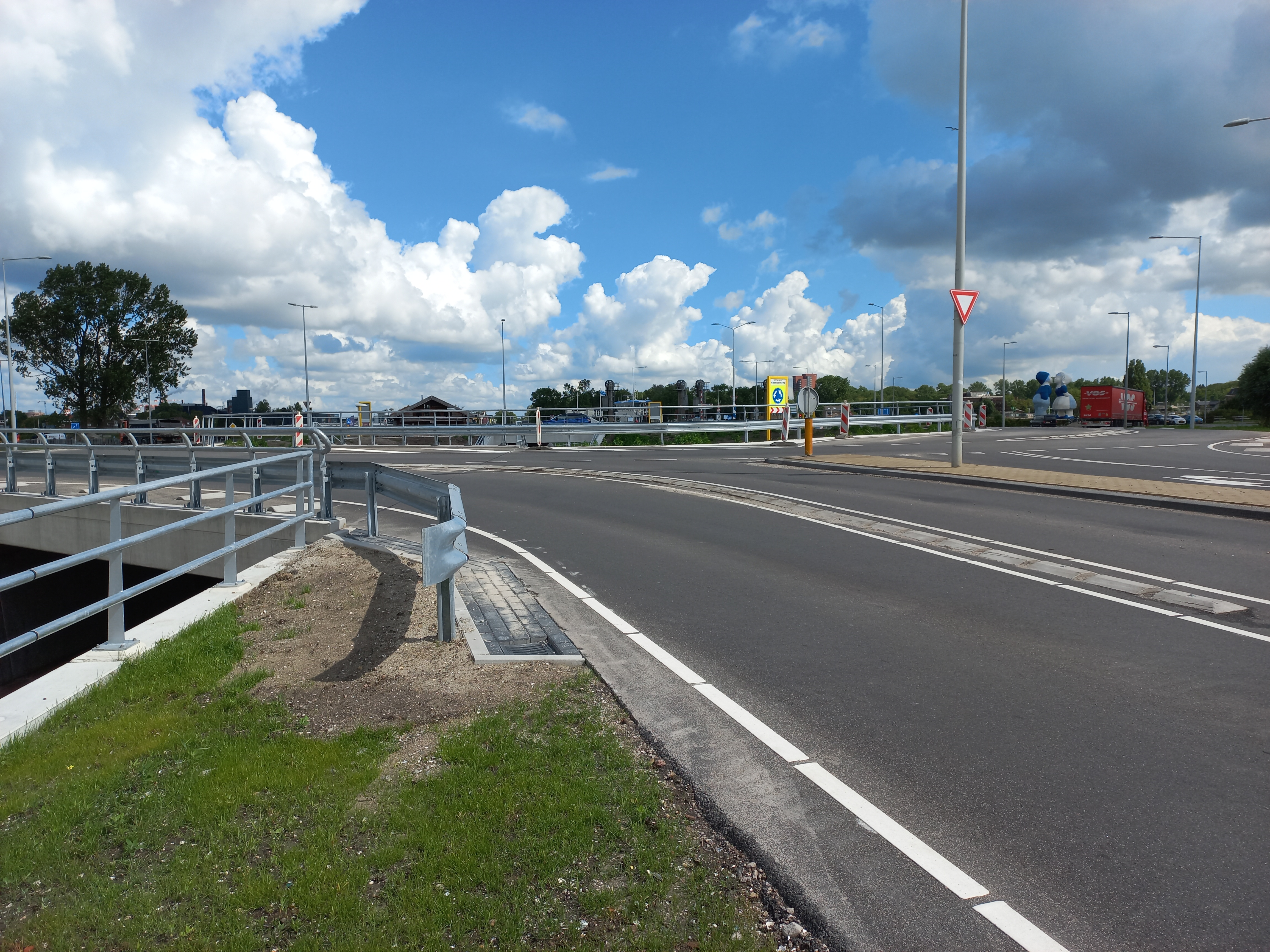
Hempontplein in augustus 2024

Het Hempontplein is de officieuze benaming van een veerplein in het Westelijk Havengebied van Amsterdam. Het plein is in de volksmond vernoemd naar de Hempont die hier tussen Amsterdam en Zaandam vaart die indirect is vernoemd naar de voormalige landtong de Hem in het vroegere IJ, ten zuiden van Zaandam. Het woord is hetzelfde als 'ham', dat alleen nog bekend is als inham. Het veerplein ligt aan het eind van de Nieuwe Hemweg, die hier een afslag heeft naar het veer (rechtdoor gaat zij over in de Hemweg). Het plein ligt ten noordoosten van de toerit naar en afrit van de Ankerweg aan het Noordzeekanaal.
In 1876 na de opening van het Noordzeekanaal werd voor het verkeer de Hempont in gebruik genomen die de verbinding vormde tussen Amsterdam en Zaandam. In 1878 volgde voor het spoor de Hembrug. Voor de  fuik van de pont werd een veerplein aangelegd als wacht- en bufferruimte voor de wachtenden voor de overtocht met de pont. Tot de opening van de Coentunnel op 21 juni 1966 was dit voor al het verkeer de vrijwel enige verbinding Amsterdam-Zaandam en vormde een groot knelpunt voor het autoverkeer. In 1959 werden dagelijks 5800 auto's overgezet. Wachttijden voor het verkeer van drie kwartier waren geen uitzondering. Bij onvoldoende ruimte stonden de auto's opgesteld in rijen op de Nieuwe Hemweg en Hemweg. Op het veerplein waren voorzieningen voor de wachtenden zoals schuilgelegenheid en horecagelegenheden. Na de opening van de Coentunnel is de pont voornamelijk bestemd voor het langzaam verkeer (voetgangers, fietsers etc.) maar ook voor vrachtauto's met gevaarlijke stoffen die niet van de Coentunnel gebruik mogen maken. In 1983 werd de inmiddels tweede Hembrug uit 1907 door de komst van de  Hemtunnel buiten gebruik gesteld en daarna gesloopt. 
Het winderige veerplein biedt in 2022 naast wachtstroken een kleine groenstrook met bankjes, fietsenrekken, parkeergelegenheid en er staat een horecagelegenheid "Eethuis 't Zaanse Veer", ook een verwijzing naar de pont. Voor de wachtenden staat er een abri. Voor het GVB personeel van de pont, dat dag en nacht dienst doet, is er een personeelsverblijf. De bebouwing kreeg adressen aan de Nieuwe Hemweg.
De gemeente Amsterdam en Port of Amsterdam verwachtten rond 2020 dat door de ontwikkeling van het Westelijk Havengebied het (snel-)verkeer een behoorlijke groei zal doormaken. Om de veiligheid voor het langzame verkeer te waarborgen, het is met de (Nieuwe) Hemweg een belangrijke fietsroute, werd besloten hier gescheiden verkeersstromen te introduceren. De bovenlaag wordt daarbij gevormd door een zogenaamde turborotonde waarop het snel- en zwaar verkeer hun weg moet vinden. Voor langzaam verkeer wordt onder die open rotonde een voet- en fietspad aangelegd, die middels twee tunnels de verbinding maken tussen het plein en het voet- en fietspad van de Nieuwe Hemweg.
In 2022 werden voorbereidende werkzaamheden begonnen en in het najaar 2023 volgt voltooiing. Er werden om ruimte te maken voor de rotonde 59 bomen gekapt. De gekapte bomen zullen worden gecompenseerd omdat groen ook in een afgelegen havengebied belangrijk is.
Tot 2012 was het plein en de pont bereikbaar met bus 47, sindsdien is het plein behalve met de pont niet meer bereikbaar met openbaar vervoer behalve met een buurtbus vanaf de Hemkade aan de overzijde in Zaandam.   
Sinds 30 november 2017 staat ten oosten van het veerplein het enorme kunstwerk Kissing Couple XXXL.
Amsterdam kent ook het Pontplein (officiële benaming), dat ligt aan de andere kant van de stad in Amsterdam-Noord.

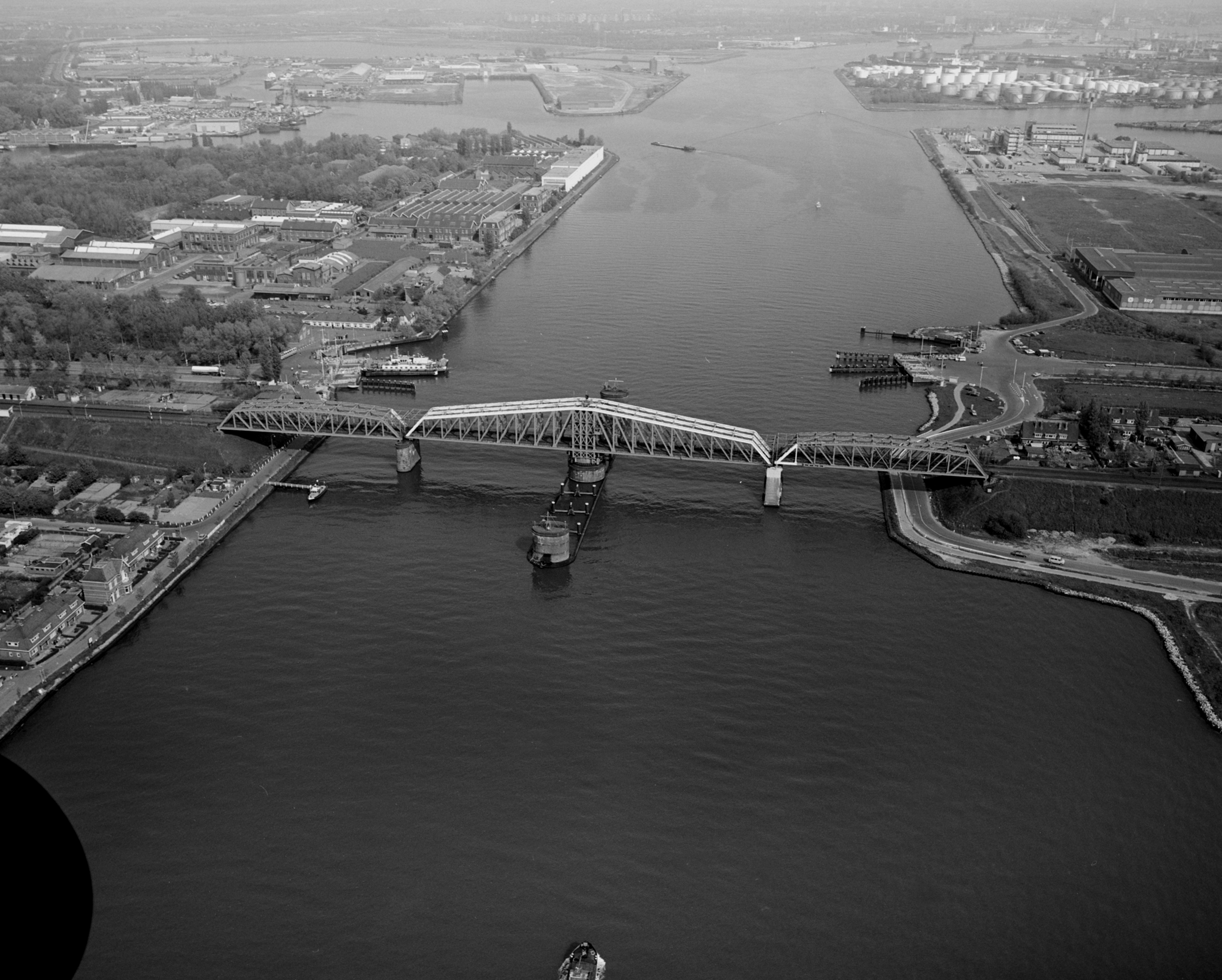
Rechts achter de Hembrug ligt het plein

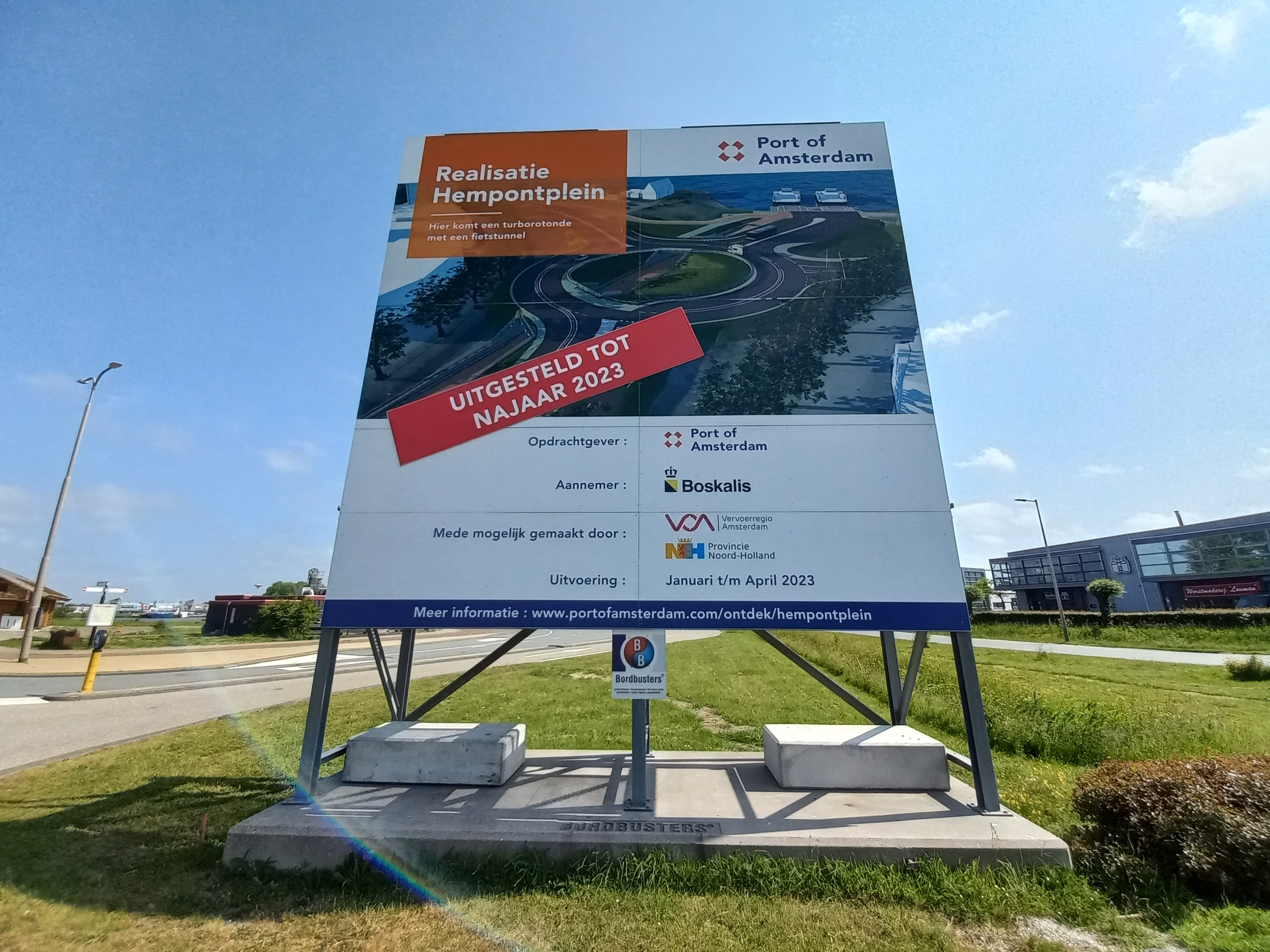
Uitstel van werkzaamheden (mei 2023)